# Грінв'ю (Іллінойс)
Грінв'ю (англ. Greenview) — селище (англ. village) в США, в окрузі Менард штату Іллінойс. Населення — 745 осіб (2020).

## Географія
Грінв'ю розташований за координатами 40°5′6″ пн. ш. 89°44′26″ зх. д. / 40.08500° пн. ш. 89.74056° зх. д. (40.084961, -89.740570).  За даними Бюро перепису населення США в 2010 році селище мало площу 2,20 км², уся площа — суходіл.

## Демографія
Згідно з переписом 2010 року, у селищі мешкало 778 осіб у 327 домогосподарствах у складі 215 родин. Густота населення становила 353 особи/км².  Було 369 помешкань (167/км²).
Расовий склад населення:
| - 97,0 % — білих - 0,4 % — корінних американців - 0,4 % — чорних або афроамериканців - 0,1 % — азіатів |

До двох чи більше рас належало 1,9 %. Частка іспаномовних становила 1,3 % від усіх жителів.
За віковим діапазоном населення розподілялося таким чином: 26,1 % — особи молодші 18 років, 58,2 % — особи у віці 18—64 років, 15,7 % — особи у віці 65 років та старші. Медіана віку мешканця становила 38,7 року. На 100 осіб жіночої статі у селищі припадало 92,1 чоловіків;  на 100 жінок у віці від 18 років та старших — 90,4 чоловіків також старших 18 років.
Середній дохід на одне домашнє господарство  становив 60 136 доларів США (медіана — 50 833), а середній дохід на одну сім'ю — 70 761 долар (медіана — 60 729). Медіана доходів становила 41 467 доларів для чоловіків та 37 321 долар для жінок. За межею бідності перебувало 6,2 % осіб, у тому числі 5,9 % дітей у віці до 18 років та 10,9 % осіб у віці 65 років та старших.
Цивільне працевлаштоване населення становило 510 осіб. Основні галузі зайнятості: освіта, охорона здоров'я та соціальна допомога — 25,7 %, роздрібна торгівля — 19,8 %, публічна адміністрація — 11,8 %, сільське господарство, лісництво, риболовля — 8,8 %.